# David Chalmers
David John Chalmers (Sydney, 20 de abril de 1966) é um filósofo australiano, notabilizado por seus estudos em Filosofia da mente.
Chalmers é professor de filosofia e diretor do centro de estudos da consciência da Universidade Nacional da Austrália e publica artigos, ensaios e novos livros com regularidade.

## Carreira
Chalmers nasceu e cresceu na Austrália, e desde 2004 é professor de Filosofia, Diretor do Centro de Consciência, e um Fellow na Universidade Nacional da Austrália. Desde uma idade precoce, destacou-se em matemática e completou sua educação com uma licenciatura na Universidade de Adelaide e um Bacharel em matemática e informática. Ele então estudou brevemente no Lincoln College da Universidade de Oxford como Rhodes Scholar antes de estudar para o doutoramento na Indiana University em Bloomington Douglas Hofstadter. Entre 1993 e 1995, ele foi um Fellow em Filosofia, Neurociência e Psicologia, no programa dirigido por Andy Clark na Universidade de Washington, em st. Louis, e seu primeiro cargo como professor foi em UC Santa Cruz, entre agosto de 1995 a dezembro de 1998. Chalmers posteriormente foi nomeado Professor de Filosofia e Diretor do Centro de Estudos da Consciência da Universidade do Arizona, patrocinadora do Toward a Science of Consciousness, conferência onde ele fez o sua lendária "estréia" em 1994.
O livro de Chalmers, "The Conscious Mind" (1996), é amplamente considerado (por ambos os defensores e opositores) um trabalho essencial sobre a consciência e sua relação com o problema mente-corpo na filosofia da mente. No livro, Chalmers afirma que todas as formas de Fisicalismo (redutivista ou não-redutivista), que têm dominado a moderna filosofia e ciência não são suficientes para provar a existência (ou seja, presença na realidade) da consciência em si. Ele propõe uma alternativa dualista (mas que também poderia ser caracterizada por formulações mais tradicionais, como dualismo de propriedades, monismo neutro, ou teoria do duplo aspecto). O livro foi descrito pelo The Sunday Times como "um dos melhores livros de ciência do ano".